# Lanta (Alto Garona)
Lanta (em occitano:  Lantar) é uma comuna francesa na região administrativa da Occitânia, no departamento do Alto Garona. Estende-se por uma área de 30.12 km², com 2.113 habitantes, segundo o censo de 2018, com uma densidade de 70 hab/km².